# Big Country
Big Country är en skotsk rockgrupp från Dunfermline. Bandet bildades av Stuart Adamson och Bruce Watson 1981. 
De tidiga skivorna präglades av en mix mellan rock, new wave och skotsk folkmusik. Bland annat lyckades gitarristen Bruce Watson få gitarrerna att understundom låta som säckpipor. Bandet slog igenom 1983 med debutalbumet "The Crossing" och var som mest populärt i början och under mitten av 1980-talet. Bandet splittrades år 2000. Adamson hittades död 16 december 2001. Den 21 juli 2007 hölls en minneskonsert till honom av de resterande medlemmarna i bandet. Den 21 september 2012 meddelade bandets basist Tony Butler att han hoppat av bandet för att tillbringa lite tid för sig själv. Bandet kommer att fortsätta uppträda utan honom.

## Bandmedlemmar
Nuvarande medlemmar
- Bruce Watson – gitarr, mandolin, sitar, bakgrundssång (1981 – 2000, 2007, 2010 – )
- Mark Brzezicki – trummor (1981 – 1989, 1993 – 2000, 2007, 2010 – )
- Jamie Watson – gitarr (2010 – )
- Derek Forbes – basgitarr (2012 – )
- Simon Hough – sång, gitarr, munspel (2013 – )

Tidigare medlemmar
- Stuart Adamson – sång, gitarr, piano (1981 – 2000; död 2001)
- Tony Butler – basgitarr, bakgrundssång (1981 – 2000, 2007 – 2008, 2010 – 2012)
- Pete Wishart – keyboard (1981)
- Alan Wishart – basgitarr (1981)
- Kenny Paul – gitarr (1982 – 1984)
- Clive Parker – trummor (1981)
- Pat Ahern – trummor (1989 – 1993)
- Mike Peters – sång (2010 – 2013)

## Diskografi
Studioalbum
- The Crossing (1983)
- Steeltown (1984)
- The Seer (1986)
- Peace in Our Time (1988)
- No Place Like Home (1991)
- The Buffalo Skinners (1993)
- Why the Long Face? (1995)
- Driving to Damascus (1999)
- One in a Million (2001)
- John Wayne's Dream (2002) (amerikansk utgåva av Driving to Damascus)
- The Journey (2013)

Livealbum (urval)
- Without the Aid of a Safety Net (1994)
- Radio 1 Sessions (1994)
- BBC Live in Concert (1995)
- Eclectic (1996)
- King Biscuit Flower Hour (1997)
- Brighton Rock (1997)
- Live at Wolverhampton (2000)
- Come Up Screaming (2000)
- Keep on Truckin (2001)
- Peace Concert, Live In East Berlin 1988 (2001)
- One in a Million (2001)
- Live Hits (2003)
- Das Fest - Live in Germany 95 (2002)
- Live in Cologne (2002)
- Without the Aid of a Safety Net - The Complete Concert (2 CD) (2005)
- Twenty Five Live (2007)

EP
- Wonderland (1984)

Singlar (topp 20 på UK Singles Chart)
- "Fields of Fire (400 Miles)" (1983) (#10)
- "In a Big Country" (1983) (#17)
- "Chance" (1983) (#9)
- "Wonderland" (1984) (#8)
- "East of Eden" (1984) (#17)
- "Look Away" (1986) (#7)
- "One Great Thing" (1986) (#19)
- "King of Emotion" (1989) (#16)

## DVD-utgåvor
- Final Fling (2006)
- The Ultimate Collection (2007) (Musikvideosamling)